# Chiesa di Maria Santissima Assunta (Palazzo Adriano)

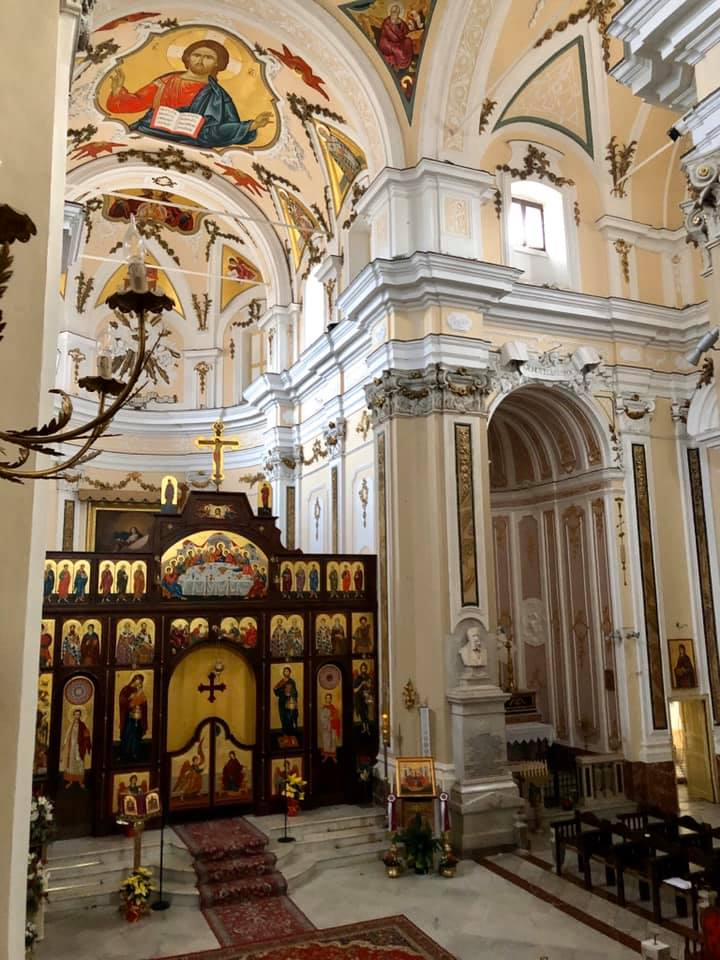
L'interno

La chiesa di Maria Santissima Assunta (XVI secolo), di rito bizantino, è sita in Piazza Umberto I, nella parte centrale di Palazzo Adriano, comune italiano della città metropolitana di Palermo in Sicilia;
Venne costruita nel 1532, ristrutturata nel 1770 e consacrata nel 1796; quando venne ampliata, perse, così, la sua originaria forma a croce greca. Tra le chiese più maestose dell'Eparchia di Piana degli Albanesi e tra le più decorate di Sicilia e Calabria, ha mantenuto il suo patrimonio storico-artistico, con molte lapidi e iscrizioni in lingua albanese, arricchendola con opere d'arte neo-bizantina.

## Storia e descrizione
Da un documento della Curia Vescovile di Girgenti in data 19 ottobre 1532, a firma del vescovo Giuliano Cibò, si rileva che il tempio, distinto in tre navate e consacrato in onore di Maria Santissima Assunta, era stato costruito prima di quella data. Il Cardinale Ludovisi, con Breve Apostolico di Gregorio XV, suo zio, lo dichiarò collegiata, composta di sacerdoti greci sotto la direzione dell'arciprete (o Protopapàs), a cui venne affidato l'incarico della cura delle anime dei fedeli di rito greco.
L'interno presenta tre navate decorate con stucchi dorati e dieci grandi tele risalenti alla metà del XIX secolo e dipinte da artisti dell'epoca. Il prospetto principale, a pilastri e nicchie, è in pietra lavorata; presenta un notevole sopra portale ed una breve scalinata in pietra. I gradini laterali sono in conci di tufo: il fatto è dovuto, secondo una tradizione popolare, all'usanza del re Ferdinando III di arrivare a cavallo fino all'ingresso della chiesa ogni qualvolta si recava a Palazzo Adriano. La chiesa è dotata di sagrestia e di un campanile composto da 4 campane, ricostruito alla fine della seconda metà del XIX secolo. Alcune cappelle sono state probabilmente adornate con il contributo dei notabili del luogo, come i baroni Di maggio per la navata destra o i baroni Mancuso (di cui fu esponente il barone Pietro Mancuso, sindaco nel XIX secolo) per la cappella a destra del presbiterio che porta un cancello con il loro cognome.
Notevoli i quadri del pittore palermitano Giuseppe Patania sulle pareti della navata, sono raffigurati, San Marco Evangelista, San Atanasio, San Giovanni Crisostomo, San Nicola di Myra, Sant'Antonio Abate, San Basilio, San Michele Archangelo, il Battesimo di Gesù e le Anime Sante del Purgatorio. Inoltre vi si trovano le tombe di alcuni suoi figli illustri e le prime lapidi esistenti in lingua albanese di grande rilievo storico e culturale.

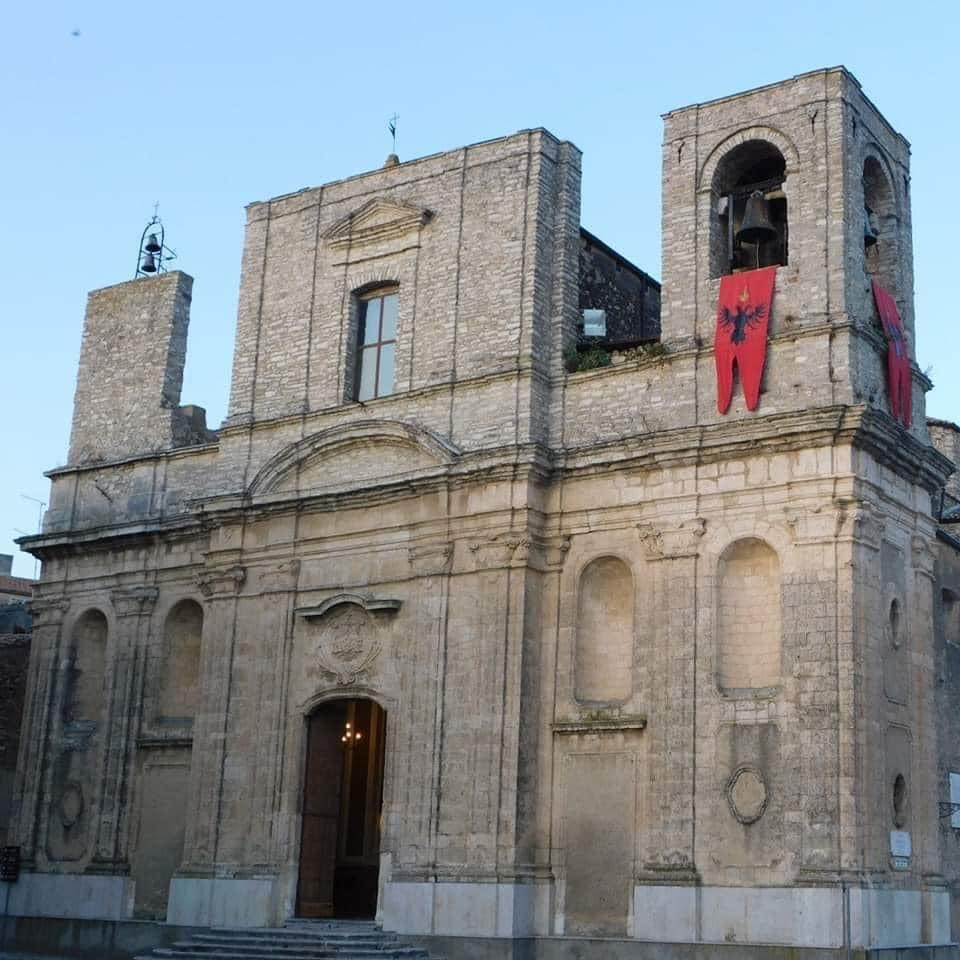
Facciata

Nella facciata laterale sono posti due orologi solari del 1793. Nel campanile si trova una grossa campana, la terza più grande di quelle della Sicilia. La chiesa possiede artistici paramenti e pregevoli suppellettili sacre. Fino a qualche tempo addietro era presente una deposizione del corpo di Gesù dalla croce, opera dello Zoppo di Gangi, non più esistente. La chiesa greca di Palazzo Adriano nel XVI secolo era sotto lo jius patronatus dell'Università di detta terra e dei magnifici giurati, i quali avevano fin dalle origini l'autorità di "eligere et creare et deputare li cappellani… et attendere al governo della chiesa". I Comunieri della Chiesa avevano l'obbligo di tramandare ai posteri i canti liturgici greco-albanesi e tenere viva la lingua albanese.
Dall'abside domina il tempio un grande dipinto, di dimensioni pari a 3,24 m x 2,21 m, raffigurante Maria Santissima Assunta, eseguito nel 1766 da Carlo Marsigli.
L'interno della chiesa è stata restaurato e arricchito di icone e affreschi in stile bizantino dell'iconografo albanese Josif Droboniku (1952 – 2020) nel 2006 e successivamente nel 2016 da Maria Koliva.